# Estheria cristata
Estheria cristata là một loài ruồi trong họ Tachinidae.